# 在外日本人選挙権訴訟
在外日本人選挙権訴訟（ざいがいにほんじんせんきょけんそしょう）は、日本国外に在住する在外国民が国政選挙における選挙権の行使について、その全部または一部を認めないことが、日本国憲法に違反しているとして、当時の公職選挙法の違憲確認と損害賠償を求めた、日本における訴訟である。
2005年（平成17年）9月14日最高裁判所大法廷は、違憲判決を言い渡し、原告らに対して、衆議院議員の総選挙における小選挙区選出議員の選挙、参議院議員の通常選挙における選挙区選出議員の選挙において、在外選挙人名簿に登録されていることに基づいて投票をすることができることを確認するとともに、被告に対し1人あたり5,000円及び遅延損害金の国家賠償を命じた。
正式名称を在外日本人選挙権剥奪違法確認等請求事件という。

## 本件判決前の制度の概要
在外日本国民の選挙権については、1998年（平成10年）に成立・公布された「公職選挙法の一部を改正する法律」（平成10年法律第47号、本件改正）以前は一切認められていなかった。本件訴訟を契機に公職選挙法が改正され、衆議院比例代表選出議員選挙と参議院比例代表選出議員に限定して選挙権を与えたが、なお、衆議院小選挙区選出議員選挙と参議院選挙区選出議員選挙について、在外日本人の選挙権は認められていなかった。

## 訴訟の経緯
原告団長金井紀年始め原告ら53名は、訴え提起時在外国民であった（なお、訴訟提起後日本に帰国した者も存在する。）原告らは、被告（日本国政府）に対して、在外日本人であることを理由として、選挙権の行使の機会を保障しないことは、憲法14条1項、15条1項及び3項、43条並びに44条等に違反するなどとして、主位的に、
1. 本件改正前の公職選挙法は、原告らに衆議院議員の選挙及び参議院議員の選挙における選挙権の行使を認めていない点において、違法であることの確認、並びに
2. 本件改正後の公職選挙法は、原告らに衆議院小選挙区選出議員の選挙及び参議院選挙区選出議員選挙における選挙権の行使を求めていないことの違法確認を求めるとともに、予備的に、
3. 原告らが衆議院小選挙区選出議員の選挙及び参議院選挙区選出議員の選挙において選挙権を有することの確認を求める（控訴審から主張）

とともに、原告らは被告に対し、立法府である国会が在外国民が国政選挙において選挙権を行使することができるように公職選挙法の改正を怠ったため、原告らが1996年（平成8年）10月20日実施された第42回衆議院議員総選挙に投票することができなかったとして、1人当たり5万円の損害賠償及び遅延損害金の支払を求めたものである。
この訴えに対し、第1審の東京地方裁判所（市村陽典裁判長）は、違法確認請求に係る訴えをいずれも却下するとともに、損害賠償については請求を棄却し、控訴審の東京高等裁判所（飯田敏彦裁判長）も控訴を棄却するとともに、新たに付加された予備的主張をも却下した。
これに対し、原告らが上告及び上告受理申立てしたのが、本件の最高裁判所判決である。

## 法廷意見
違法確認の訴えは却下したものの、本件判決後の次回の衆議院議員の総選挙における小選挙区選出議員の選挙及び参議院議員の通常選挙における選挙区選出議員の選挙において、在外選挙人名簿に登録されていることに基づいて投票をすることができることを確認するとともに、被告に対し5,000円及び遅延損害金の賠償を命じた。
本件においては、まず自ら選挙の公正を害する行為をした者等の選挙権について一定の制限をすることを別として、国民の選挙権又はその行使を制限することは原則として許されず、国民の選挙権又はその行使を制限するためには、そのような制限をすることがやむを得ないと認められる事由がなければならないとした上で、そのような制限をすることなしには選挙の公正を確保しつつ選挙権の行使を認めることが事実上不能ないし著しく困難であると認められる事由でない限り、上記やむを得ないと認められる事由であるとはいえず、このような事由なしに国民の選挙権を制限することは憲法15条1項及び、3項、43条1項並びに44条ただし書きに違反するとし、国が国民の選挙権の行使を可能にするための所要の措置を執らないという不作為によって国民が選挙権を行使することができない場合も同様であるとした。
そして、1984年（昭和59年）の時点で選挙の実施に責任を持つ内閣が在外選挙権の行使に関する諸問題の解決が可能であるとの前提で、在外選挙制度の創設を内容とする公職選挙法改正案が提出され、同法案が廃案となった後、国会が10年以上の長きにわたって在外選挙制度を創設しないまま放置したことは、やむを得ない事情があったとは到底いうことができず、1996年（平成8年）当時の公職選挙法が、在外国民に原告らの投票を求めなかった公職選挙法は、憲法15条1項及び3項、43条1項並びに44条ただし書きに違反すると判断した。
さらに、本件改正後に在外選挙が繰り返し行われ、通信手段が地球規模で目覚ましい発展を遂げている事などにより、在外国民に候補者個人に関する情報を適正に伝達することが著しく困難でなくなったこと、並びに参議院比例代表選挙が非拘束名簿式に改められ、候補者名で投票することが原則とされ、実際にこの制度に基づく選挙権の行使がされていることに照らすと、遅くとも、本判決言渡し後に初めて行われる衆議院議員の総選挙又は参議院議員の通常選挙の時点においては、衆議院小選挙区選出議員の選挙及び参議院選挙区選出議員の選挙について在外国民に投票をすることを認めないことがやむを得ない事由があるとはいえない。よって、公職選挙法附則8項のうち、在外選挙制度の対象となる選挙を当分の間両議院の比例代表選出議員の選挙に限定する部分は、憲法15条1項及び3項、43条1項並びに44条ただし書きに違反すると判断した。
次に、確認の訴えについての適法性について判断を示し、本件改正前の公職選挙法が衆議院議員の選挙及び参議院議員の選挙における選挙における選挙権の行使を認めていない点において違法であることの確認を求める訴えは、過去の法律関係の確認を求めるものであり、この確認を求めることが現に存する法律上の紛争を直接かつ抜本的に解決のために適切かつ必要な場合であるとはいえないから、確認の利益が認められず不適法であると判断した。さらに、本件改正後の公職選挙法が衆議院小選挙区選出議員の選挙及び参議院選挙区選出議員の選挙における選挙権の行使を認めていない点において違法であることの確認を求める訴えは、他により適切な訴えによってその目的を達成することができる場合にあたり、確認の利益を欠き不適法であると判断した。
しかし、本件予備的請求については、公法上の当事者訴訟のうち公法上の法律関係を関する確認の訴えと解され、選挙権は、これを行使することができないと意味がないものといわざるを得ず、侵害を受けた後に争うことによっては権利行使の実質を回復することができず、その権利の重要性にかんがみるとき、具体的な選挙につき選挙権を行使する権利の有無につき争いがある場合でこれを有する確認を求める訴えについては、それが有効適切な手段であると認められる限り確認の利益を有し、本件では確認の利益を有すると判断した。よって、引き続き在外国民である原告らが、次回の衆議院議員の総選挙における小選挙区選出議員選挙及び参議院議員の通常選挙における選挙区選出議員の選挙において、在外選挙人名簿に登録されていることに基づいて投票することができる地位にあることの確認を請求する趣旨のものとして適法な訴えということができると判断し、本件請求を認容した。
最後に、国家賠償請求については、国会議員の立法行為又は立法の不作為が、国家賠償法の適用上違法となるかどうかは、国会議員の立法過程における行動が、個別の国民に対して負う職務上の法的義務に違背したかどうかの問題であって、当該立法の内容又は立法不作為の違憲性の問題と区別されて解釈されるべきであるとし、立法の内容又は立法不作為が国民に憲法上保障されている権利を違法に侵害するものであることが明白な場合や、国民に憲法上保障されている権利行使の機会を確保するために所要の立法措置を執ることが必要不可欠であり、それが明白であるにもかかわらず、国会が正当な理由なく長期にわたってこれを怠る場合などには、例外的に、国会議員の立法行為又は、立法の不作為は、国家賠償法の規定の適用上、違法の評価を受けると判断した。
そして、本件においては、上記の例外的な場合にあたり、過失の存在を否定できず、原告らに慰謝料5,000円の支払を命じた。

## 個別意見
- 裁判官福田博の補足意見
- 裁判官横尾和子、同上田豊三の反対意見
- 国家賠償請求についての裁判官泉徳治の反対意見

## 本件の影響
本件判決後、2007年（平成19年）6月1日以後の国政選挙において、在外国民に対して衆議院の小選挙区及び参議院の選挙区について、在外投票を認める公職選挙法改正がなされた。